# Richard Rush (regissör)
Richard Rush, född 15 april 1929 i New York, död 8 april 2021 i Los Angeles, var en amerikansk filmregissör och manusförfattare.

## Filmografi i urval
- 1967 – Råskinn på racerbanan
- 1967 – Helvetesänglarna slår till igen
- 1968 – Helvetesgänget
- 1970 – Getting Straight
- 1974 – Ursäkta, här kommer snuten!
- 1980 – Stuntmannen
- 1994 – Color of Night